# Ministerstwo Obrony Kazachstanu

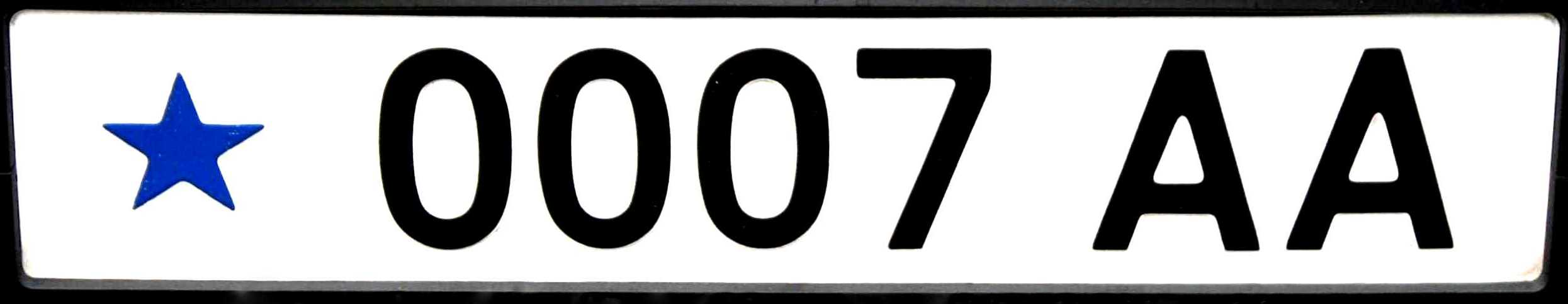
Tablica rejestracyjna samochodu wojskowego należącego do kazachskiego Ministerstwa Obrony

Ministerstwo Obrony (kazachski: Қазақстан Республикасының қорғаныс министрлігі; rosyjski: Министерство обороны Республики Казахстан) – ministerstwo wchodzące w skład rządu Kazachstanu od 1992 roku. Ministerstwo zajmuje się kwestiami obronności kraju i polityki wojskowej. 

## Ministrowie
| Minister               | Początek kadencji    | Koniec kadencji      |
| ---------------------- | -------------------- | -------------------- |
| Sagadat Nurmagambetow  | Maj 1992             | Październik 1995     |
| Älibek Qassymow        | 16 października 1995 | 30 października 1996 |
| Muchtar Ałtynbajew     | 30 października 1996 | 9 sierpnia 1999      |
| Sät Toqpaqbajew        | 13 października 1999 | 8 grudnia 2001       |
| Muchtar Ałtynbajew     | 8 grudnia 2001       | 8 stycznia 2007      |
| Daniał Achmetow        | 10 stycznia 2007     | 17 czerwca 2009      |
| Adilbiek Dżaksybiekow  | 24 czerwca 2009      | 2 kwietnia 2014      |
| Seryk Achmetow         | 3 kwietnia 2014      | 22 października 2014 |
| Imangali Tasmagambetow | 23 października 2014 | 13 września 2016     |
| Säken Schassusaqow     | 13 września 2016     | 7 sierpnia 2018      |
| Nurłan Jermekbajew     | 7 sierpnia 2018      | 31 sierpnia 2021     |
| Murat Bektanow         | 31 sierpnia 2021     | 19 stycznia 2022     |
| Rusłan Żaksyłykow      | 19 stycznia 2022     | sprawuje urząd       |